# Mositi Torontle
Mositi Torontle (sinh năm 1964) là một nhà thơ và tiểu thuyết gia người Botswana.

## Đời sống
Mositi Torontle sinh ra và lớn lên ở Francistown. Cô có bằng của Đại học Botswana và đã làm việc như một giáo viên. Cuốn tiểu thuyết năm 1993 của cô Nạn nhân đã kiểm tra nhập cư lao động từ các nước láng giềng đến Nam Phi.

## Công trình
- The Victims, 1993